# 노관규
노관규(盧官奎, 1960년 9월 24일~)는 대한민국 검사 출신 법조인이며, 민선 4·5·8기 전라남도 순천시장이다. 정계에서 보기 드물게 자수성가하여 정치인이 되었으며, 순천시장까지 오른 입지적인 인물이다.

## 생애
순천매산고등학교 졸업 후 구로공단 장갑공장 노동자로 일하다가 세무공무원 시험에 응시해서 합격했다. 1981년부터 1984년까지 군복무를 했으며, 이후 세무서에 복직하여 근무하던 중, 사법고시 준비를 위해 세무공무원을 그만두게 된다. 독학으로 4번의 도전 만에 제34회 사법시험에 합격한 후 24기로 사법연수원을 수료해 35세에 검사 생활을 시작했다. 1997년 대검찰청 중앙수사부에 파견되어 한보사건, 김영삼 전 대통령 아들 김현철 비리수사에 참여했고, 의정부 법조비리 사건을 주임검사로 수사를 지휘했다. 2000년 2월에 수원지검에 사직서를 제출한 뒤, 김대중 대통령의 권유로 정계에 입문해 16대 총선에서 서울 강동(갑)으로 당시 한나라당 원내총무이던 이부영 의원에게 도전했으나 낙선하였다. 2006년 제4회 지방 선거에서 순천시장에 당선되어 2010년 제5회 지방 선거에서 재선에 성공하였다. 2011년 12월 13일 순천시장을 중도사퇴하고 제19대 총선에 출마하였으나, 당시 시장 중도 사퇴 및 지역의 부정적 여론으로 인해 통합진보당 김선동 후보에게 져 낙선하였다.
2014년 김선동의원의 최루탄 사건으로 보궐선거에서는 민주당 서갑원과의 경선에서 패배하였으며, 서갑원은 새누리당 이정현에게 패배하였다.
2016년 민주당 공천을 받아 새누리당의 이정현 후보와 대결을 펼쳤지만, 낙선하였다.
현재 부인은 알츠하이머에 걸려 치료 중이며, 아들은 신장 투석 중 뇌출혈로 인해 병원에 입원 중이다. 
2020년 민주당 공천을 받기 위해 노력했지만, 민주당의 전략공천과 함께 위헌적 지역구 분할로 해룡을 광양구례곡성에 붙인 것에 반발하는 시민들의 뜻을 받들어 무소속으로 출마하였으나, 낙선하였다.
2021년 민주당 대선 경선에서 이재명을 전남에서 가장 먼저 지지하고 활동하여, 이재명 후보직속 총괄특보 정무기획단장으로 활동하였다.
2022년 제8회 전국동시지방선거를 앞두고 무소속으로 순천시장 선거에 출마했다. 본 선거에서 55.77%를 득표함에 따라 제10대 순천시장으로 당선되며 순천시장직에 복귀했다.

## 학력
- 유치국민학교 졸업
- 장흥유치중학교 졸업
- 순천매산고등학교 졸업
- 한국방송통신대학교 사회복지학 학사

## 경력
- 1978년 구로공단 노동자
- 1979년 국세청 세무공무원
- 1992년 제34회 사법시험 합격
- 1993년 사법연수원 24기(1995년 수료)
- 1995년 서울지검 북부지청 검사 임용
- 1997년 대검찰청 중앙수사부 파견, 한보사건, 김현철 비리사건 수사, 법조비리 사건 수사 주임검사
- 2000년 서울 강동갑 제16대 새천년민주당국회의원 후보
- 2000년 새천년 민주당 서울 강동갑 지구당 위원장
- 2002년 새천년 민주당 김대중 대통령보
- 2002년 새천년 민주당 예산결산위원회 위원장
- 2004년 제17대 전남 순천지역 새천년민주당 국회의원 후보
- 2006년~2010년 제5대 전라남도 순천시장(민선 4기)
- 2010년~2012년 제6대 전라남도 순천시장(민선 5기)
- 2010년~2011년 제6대 전라남도 순천시장
- 2012년 제19대 전남 순천, 곡성지역 민주통합당국회의원 후보
- 2012년 민주통합당 순천곡성 지역위원장
- 2012년 제8대 대통련선령문재인후보 중앙선거대책위원회 대외협력위원회 상임부위원장
- 2013년 전남 순천, 곡성지역 새정치민주연합 지역위원장
- 2014년 새정치 민주연합 전남도당 집행위원(순천.곡성)
- 2016년 제20대 국회의원 후보(더불어민주당 . 순천)
- 2017년 제19대 대통령 선거 문재인 후보 중앙선거대책위원회 국정자문단 공동단장
- 2017년 제19대 대통령 선거 중앙선거대책위원회 순천 통합 발전 특별위원회 위원장
- 2021년 제20대 대통령 선거 이재명후보 직속 총괄특보 정무기획단장
- 2022년 7월~: 민선 8기 전라남도 순천시장

## 저서
- 《나는 민들레처럼 희망을 퍼트리고 싶다》 온누리. 2010년 3월 3일

## 역대 선거 결과
|  | 41.81% |

|  | 29.57% |

|  | 49.47% |

|  | 50.62% |

|  | 40.61% |

|  | 39.06% |

|  | 31.69% |

|  | 55.77% |

| 전임 조충훈 (권한대행)유창종 | 제5·6대 전라남도 순천시장(민선) 2006년 7월 1일~2011년 12월 12일 | 후임 (권한대행)서복남 (재보궐)조충훈 |

| 전임 허석 | 제10대 전라남도 순천시장(민선) 2022년 7월 1일~ |  |